# San Policarpo
San Policarpo (Bayan ng San Policarpo) är en kommun i Filippinerna. Kommunen ligger på ön Samar, och tillhör provinsen Östra Samar. Folkmängden uppgår till 12 403 invånare.

## Barangayer
San Policarpo är indelat i 17 barangayer.
| - Alugan - Bahay - Bangon - Baras (Lipata) - Binogawan - Cajagwayan - Japunan - Natividad - Pangpang | - Barangay No. 1 (Pob.) - Barangay No. 2 (Pob.) - Barangay No. 3 (Pob.) - Barangay No. 4 (Pob.) - Barangay No. 5 (Pob.) - Santa Cruz - Tabo - Tan-awan |